# 스텔스 (2005년 영화)
스텔스(Stealth)는 2005년 미국의 SF 액션 영화이다. 롭 코헨이 감독을 맡았다. 콜럼비아 픽처스를 통해 2005년 7월 29일 개봉된 이 영화는 제작에만 135,000,000 달러의 비용이 들었다.

## 출연
- 제이미 폭스 - 헨리
- 조시 루커스 - 벤
- 제시카 비엘 - 카라
- 샘 셰퍼드 - 커밍스
- 조 모턴 - 딕 마시필드
- 리처드 록스버그 - 키스 오빗

## 사운드트랙
1. "Make a Move" - 인큐버스 (3:12)
2. "Admiration" - 인큐버스 (4:13)
3. "Neither of Us Can See" - 인큐버스 (4:04)
4. "(She Can) Do That" - BT & 데이비드 보위 (3:15)
5. "Dance to the Music" - 윌 아이 엠 & 슬라이 앤드 더 패밀리 스톤 (4:06)
6. "Bullet-Proof Skin" - 인스티튜트 (4:24)
7. "L.S.F." - 카사비안 (3:18)
8. "Bug Eyes" - 드레지 (4:16)
9. "Over My Head" - The Fray (3:56)
10. "One Day" - 트레이딩 예스터데이 (4:21)
11. "Different" - 억셉턴스 (4:09)
12. "Nights in White Satin" - 글렌 휴즈, 채드 스미스 & 존 프루시안테 (4:56)
13. "Aqueous Transmission" - 인큐버스 (7:48)

## 같이 보기
- 플라이 바이 와이어